# Canova (Dacota do Sul)
Canova é uma cidade  localizada no estado norte-americano de Dakota do Sul, no Condado de Miner.

## Demografia
Segundo o censo norte-americano de 2000, a sua população era de 140 habitantes.
Em 2006, foi estimada uma população de 125, um decréscimo de 15 (-10.7%).

## Geografia
De acordo com o United States Census Bureau tem uma área de
0,8 km², dos quais 0,8 km² cobertos por terra e 0,0 km² cobertos por água.

## Localidades na vizinhança
O diagrama seguinte representa as localidades num raio de 24 km ao redor de Canova.